# Seznam kanadských křižníků

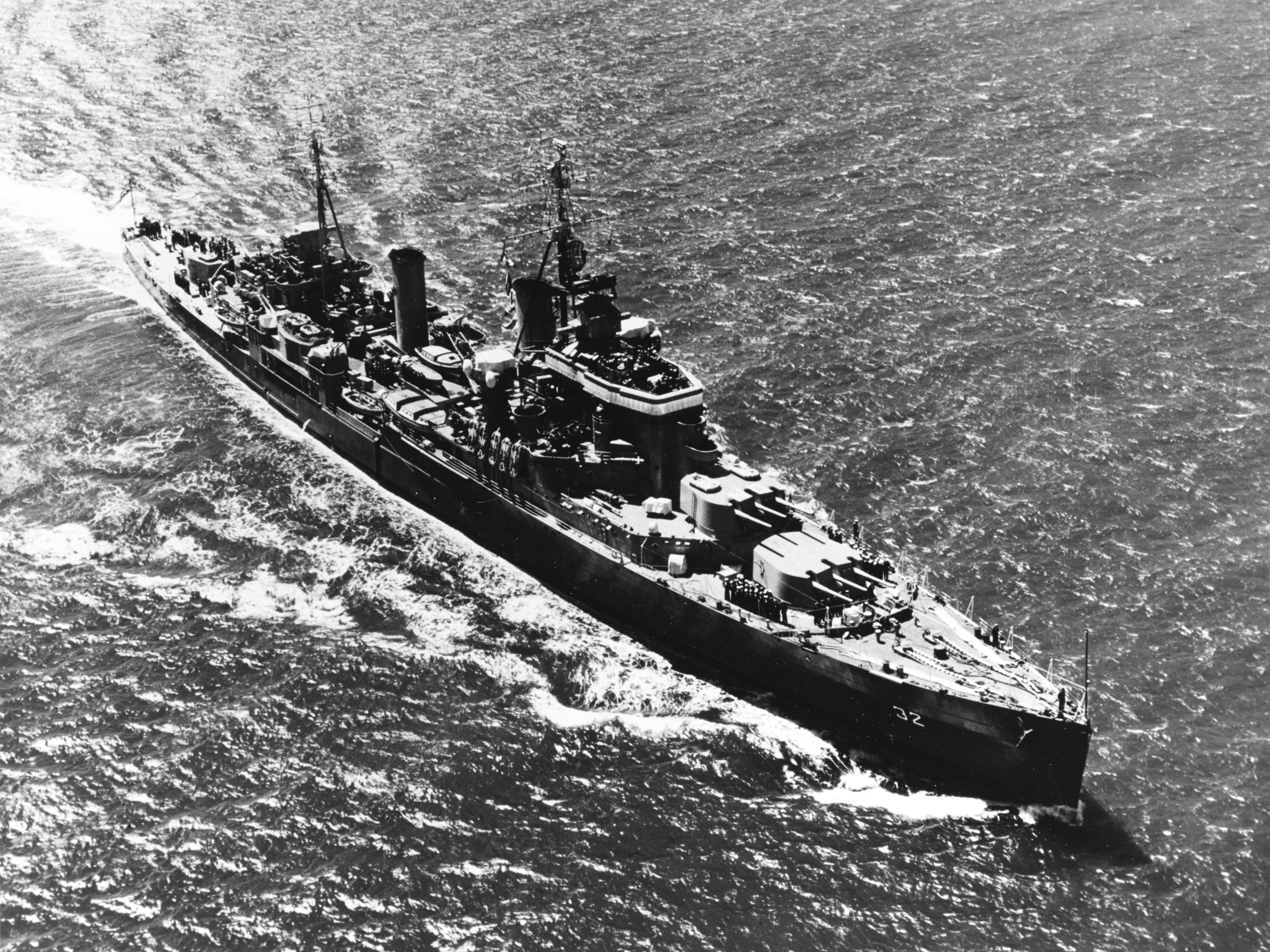
HMCS Ontario (C53)

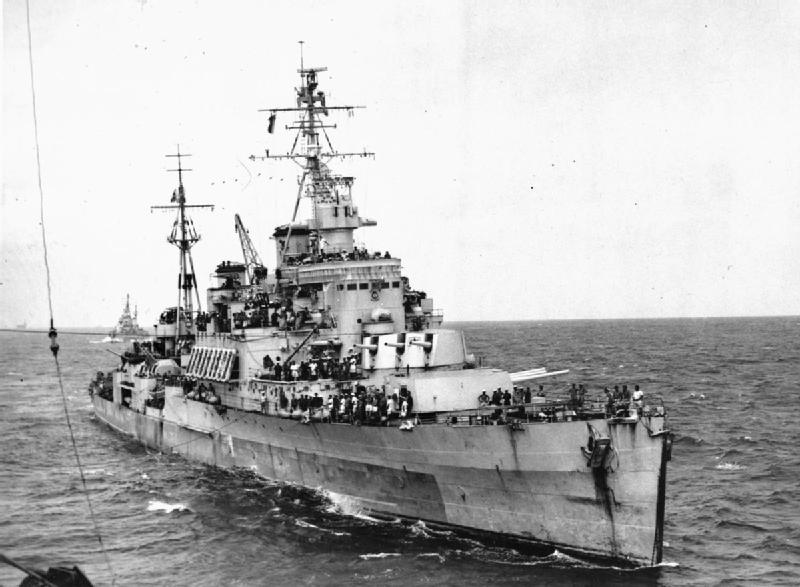
HMCS Quebec (C66)

Seznam kanadských křižníků zahrnuje všechny křižníky, které sloužily u Kanadského královského námořnictva.

## Pomocné křižníky

### TřídaPrince
- HMCS Prince David (F89)
- HMCS Prince Harry (F70)
- HMCS Prince Robert (F56)

## Chráněné křižníky

### TřídaApollo
- HMCS Rainbow

### TřídaDiadem
- HMCS Niobe

## Lehké křižníky

### TřídaArethusa
- HMCS Aurora

### TřídaCrown Colony
- HMCS Quebec (C66)

### TřídaMinotaur
- HMCS Ontario (C53)